# Casa da Madragoa, n. 8
A Casa da Madragoa, n. 8 é uma construção no estilo "chalet", localizada no Largo da Madragoa, na península de Itapagipe, em Salvador, município do estado brasileiro da Bahia. É um exemplar do final do século XIX. Foi tombado pelo Instituto do Patrimônio Artístico e Cultural da Bahia (IPAC) em 2008.

## História
Pouca informação existe sobre quem habitou esta casa, a mais antiga indica o negociante Manoel José Pedroza Júnior que ao falecer em 1901, deixou o imóvel como herança à sua filha Maria Cândida Pedroza.
Joaquim Teixeira da Cunha adquiriu a residência para usufruto de sua companheira Cândida Roza Amazonas em 1915. Ao falecer, o imóvel foi transferido para a Santa Casa de Misericórdia e à Casa Pia dos Órfãos de São Joaquim.
Segundo relatos da família Tourinho, o médico Demétrio Cyriaco Tourinho, descendente de Pero do Campo Tourinho (capitão donatário da capitania de Porto Seguro), morou na residência até o seu falecimento.
Já no início do século XXI, o imóvel foi ocupado pela igreja evangélica Salão do Reino das Testemunhas de Jeová e foi solicitado um alvará para demolição, porém, não prosseguiu com o tombamento do imóvel.

## Arquitetura

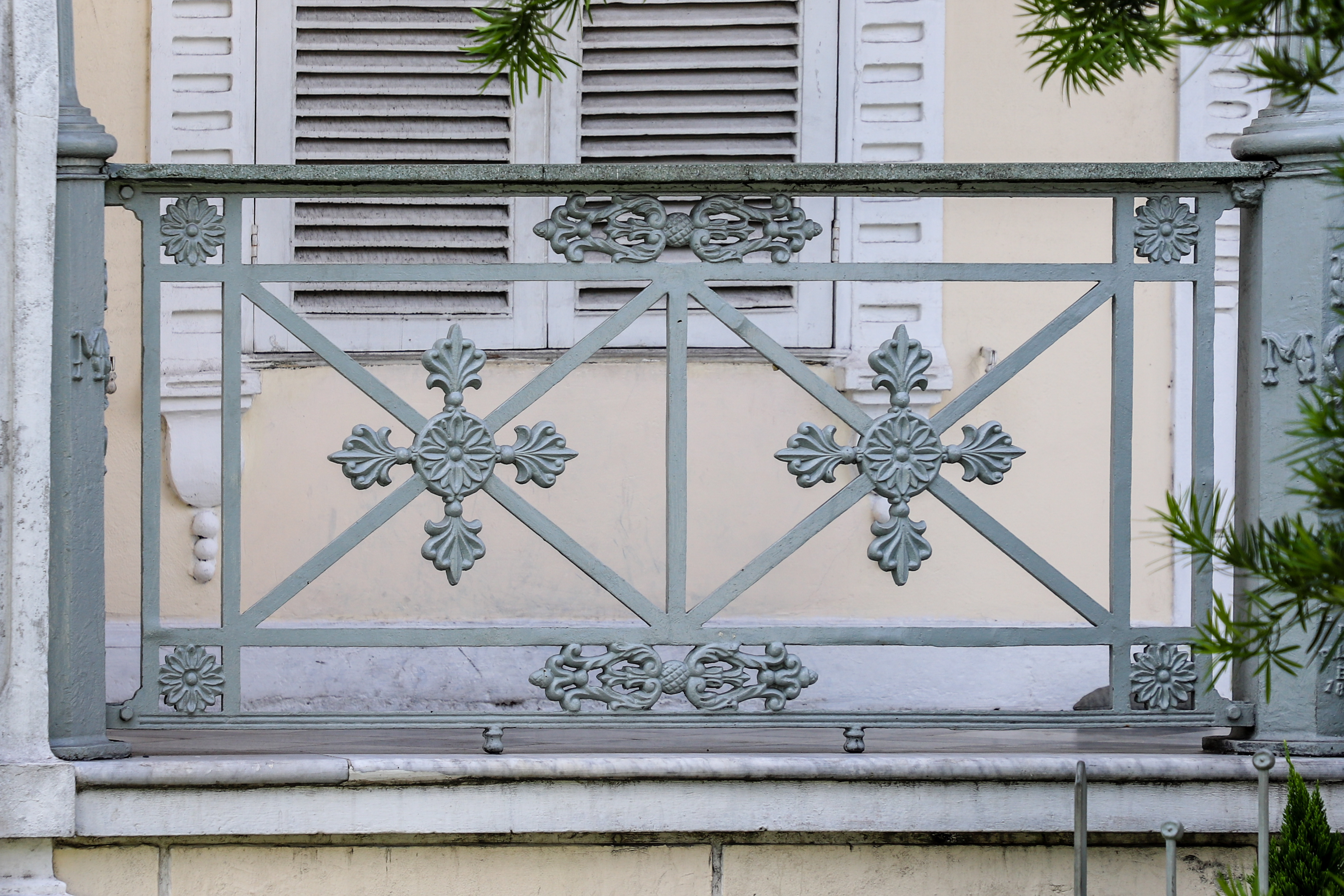
Gradil de ferro da varanda

A Casa da Madragoa é uma edificação de estilo eclético, apresentando elementos do neoclássico e do colonial.
Segundo o arquiteto Paulo Ormindo David de Azevedo, que dirigiu o Instituto de Arquitetos do Brasil (IAB), a construção do imóvel é um exemplar de um padrão inovador à época, focado em conforto e higiene.
Também no que tange à utilização dos materiais, a construção foi inovadora ao utilizar ferro, concreto e aço, que não eram muito comum à época.